# Indice de Hausner
L'indice de Hausner est une grandeur physique sans dimension qui caractérise l'aptitude à l'écoulement d'une poudre ou d'un matériau granulaire.
Cet indice a été défini par le métallurgiste des poudres autrichien Henry H. Hausner (1900-1995),. 

## Détermination
L'indice de Hausner est égal au rapport de la masse volumique tassée sur la masse volumique apparente ou comme le rapport du volume apparent  sur le volume tassé :
{\displaystyle H={\frac {\rho _{\mathrm {t} }}{\rho _{\mathrm {a} }}}={\frac {m}{V_{\mathrm {t} }}}\cdot {\frac {V_{\mathrm {a} }}{m}}={\frac {V_{\mathrm {a} }}{V_{\mathrm {t} }}}\geq 1}
L'indice de Hausner (H) est liée à l'indice de Carr (C), un autre indicateur d'écoulement de poudre, par la formule :
{\displaystyle H=100/(100-C)}
L'indice de Carr et l'indice de Hausner sont parfois critiqués : leur lien avec l'écoulement a été établi de manière empirique sans base théorique. Malgré cela, leur utilisation persiste en raison de leur facilité de mesure (l'équipement requis est léger et facile de mise en œuvre).
Les deux indices ne sont pas des propriétés absolues d'un matériau ; leur valeur peut varier en fonction de la méthodologie utilisée pour les déterminer.

## Interprétation
Un indice de Hausner supérieur à 1,2 est considéré comme une indication d'un mauvais écoulement mais d'une bonne compressibilité et d'une bonne cohésion. Les vibrations peuvent facilement tasser la poudre pendant le transport par exemple. 
Un indice de Hausner inférieur à 1,2 est considéré comme une indication d'un bon écoulement mais d'une faible compressibilité et d'une faible cohésion.

## Utilisation
L'indice de Hausner est généralement utilisée en pharmacie galénique, en agroalimentaire, en bâtiment et travaux publics et en métallurgie des poudres.